# Liste der Naturschutzgebiete im Neckar-Odenwald-Kreis

Im Neckar-Odenwald-Kreis gibt es 27 Naturschutzgebiete. Für die Ausweisung von Naturschutzgebieten ist das Regierungspräsidium Karlsruhe zuständig.

## Naturschutzgebiete im Neckar-Odenwald-Kreis
| Name                                    | Bild          | Kennung               | Einzelheiten | Position | Fläche Hektar | Datum         |
| --------------------------------------- | ------------- | --------------------- | --- | -------- | ------------- | ------------- |
| Schwanne-Wald                           | BW            | 2.004 WDPA: 82562     | Limbach, Waldbrunn Ein durch Waldweide und Streunutzung teilweise degradierter Wald im Odenwald auf Oberem Buntsandstein. Heute leider teilweise aufgeforstet mit Fichte. | ⊙        | 12,5          | 30. Dez. 1940 |
| Henschelberg                            | BW            | 2.007 WDPA: 81869     | Mosbach 3 Teilgebiete, Biologisch vielfältig Lebensräume des Henschelberges mit fast vegetationslosen Schaumkalkbänken, Wacholderheiden, Trocken- und Halbtrockenrasen auf skelettreichen Hängen und thermophile Saumgesellschaften. | ⊙        | 45,7          | 19. Dez. 1990 |
| Margaretenschlucht                      |               | 2.008 WDPA: 82139     | Neckargerach Schlucht im Odenwald vom Flursbach durchflossen, an den steilen Hängen gebankter Hauptbuntsandstein. Schluchtwald mit montanen Arten. | ⊙        | 5,1           | 26. Jan. 1940 |
| Zwerrenberg                             | BW            | 2.009 WDPA: 82965     | Neunkirchen (Baden), Zwingenberg (Baden) Steiler bewaldeter Osthang zum Neckar im Mittleren Buntsandstein, teilweise lößbedeckt; große Reiherkolonie. | ⊙        | 59,5          | 14. Dez. 1978 |
| Neckarhochufer                          |               | 2.047 WDPA: 82224     | Haßmersheim Neckarsteilufer im Unteren Muschelkalk mit Klebwald. | ⊙        | 5,4           | 21. Dez. 1979 |
| Unteres Heimental                       |               | 2.048 WDPA: 82754     | Schefflenz, Elztal Feuchtes Wiesental mit Trocken- und Halbtrockenrasen an den Talhängen im Bauland. | ⊙        | 42,0          | 21. Dez. 1979 |
| Geisrain                                | BW            | 2.053 WDPA: 163220    | Elztal Trocken- und Halbtrockenrasen als Lebensraum stark gefährdeter Pflanzen und Tiere, insbesondere der Großschmetterlinge. | ⊙        | 6,4           | 25. Juni 1981 |
| Schönhelden                             | BW            | 2.068 WDPA: 82548     | Rosenberg Lichter Mischwald mit wärmeliebenden Saumgesellschaften und eines der letzten Vorkommen stark gefährdeter Pflanzenarten im Bauland. | ⊙        | 10,1          | 30. Nov. 1983 |
| Wacholderheide Wurmberg und Brücklein   |               | 2.091 WDPA: 166114    | Hardheim Beweidete Wacholderheide, Halbtrockenrasen, ehemalige Weinberglagen mit typischer Flora im Bauland. | ⊙        | 51,5          | 31. Juli 1986 |
| Klingheumatte Schloßau                  | BW            | 2.105 WDPA: 164140    | Mudau Landeskundlich, kulturhistorisch und waldgeschichtlich bedeutsames Waldbild, Flachmoor und Birkenbruch, reizvoller Waldbestand (NR: Sandstein-Odenwald). | ⊙        | 6,5           | 15. Sep. 1987 |
| Hinterer See                            | BW            | 2.114 WDPA: 163688    | Aglasterhausen, Neunkirchen Feuchtgebiet mit großer biologischer Vielfalt, durch Kleinbiotope wie: Teiche, Bachufer, Schilfbestände, Großseggenwiesen, Hochstaudenfluren, Naßwiesen, Weidenbruch und Hecken in den trockeneren Randbereichen. | ⊙        | 5,8           | 14. Dez. 1988 |
| Roberner See                            |               | 2.116 WDPA: 165191    | Fahrenbach, Mosbach Reich strukturierter Feuchtwiesenkomplex und gestaute Wasserfläche mit regionaler und überregionaler Bedeutung als Brut- und Rastplatz seltener und gefährdeter Vogelarten. | ⊙        | 22,8          | 23. Dez. 1988 |
| Waldstetter Tal                         |               | 2.135 WDPA: 166153    | Höpfingen Trockenhang als landschaftsprägendes Element des Baulandes; kleinräumige Vielgestaltigkeit, verschiedene Sukzessionsstadien der Kalkmagerrasengesellschaften. | ⊙        | 33,6          | 19. Dez. 1990 |
| Wengert                                 | BW            | 2.136 WDPA: 166242    | Aglasterhausen Überaus reich strukturierter Hang zwischen intensiv genutztem Ackerland, großen Waldflächen und einer verkehrsreichen Bundesstraße; Rückzugsraum für gefährdete und charakteristische Pflanzen und Tiere der Halbtrockenrasengemeinschaften. | ⊙        | 10,9          | 19. Dez. 1990 |
| Laubertal                               | BW            | 2.137 WDPA: 164389    | Hardheim Ökologisches Bindeglied zwischen den trockenwarmen Lebensräumen des Tauberlandes und seinen westlichen Ausläufern; kleinräumig vielgestaltiges Gebiet mit verschiedenen Sukzessionsstadien der Halbtrockenrasengesellschaften, durchmischt mit Gebüschen, Streuobstwiesen und lichten Kiefernbeständen an den Talhängen. | ⊙        | 25,1          | 19. Dez. 1990 |
| Hamberg                                 | BW            | 2.139 WDPA: 163508    | Mosbach Vielfältig strukturiertes Trockengebiet mit offenen Schaumkalkbänken, Trocken- und Halbtrockenrasen und wärmeliebenden Saumgesellschaften. | ⊙        | 13,6          | 19. Dez. 1990 |
| Seckachtal                              | BW            | 2.152 WDPA: 165534    | Buchen (Odenwald), Seckach Wertvolles Mosaik unterschiedlicher Lebensräume, Bach mit guter Wasserqualität als Lebensraum einer vielfältigen aquatischen Flora und Fauna; gewässerbegleitende Ufergehölze als Reste naturnaher Auewaldgesellschaften und feuchte Talwiesen. | ⊙        | 61,5          | 25. Aug. 1992 |
| Hochhausener Weinberge                  |               | 2.158 WDPA: 163705    | Haßmersheim Ehemalige Weinberge mit letzten Steinriegeln, als bemerkenswertes Kulturzeugnis; Halbtrockenrasen, thermophile Säume und Salbei- und Glatthaferwiesen, Gebüsche, Hecken und Laubmischwälder; strukturreicher Lebensraum für zahlreiche bedrohte, stark gefährdete Tierarten, insbesondere Tag- und Nachtfalter und Reptilienarten. | ⊙        | 23,1          | 28. Dez. 1992 |
| Kirnautal                               |               | 2.177 WDPA: 164101    | Osterburken, Rosenberg Biologisch vielfältige Lebensräume; in der Talaue – unterschiedlich feuchte Mähwiesen, Hochstaudenfluren, Großseggenriede, Röhrichtbestände, Weidengebüsche und Ansätze von Bruch- und Auwaldgesellschaften; am nordexponierten Prallhang der Kirnau -schluchtwaldartiger Waldbestand; naturnah mäandrierender Bachlauf mit reich strukturierter Ufervegetation. | ⊙        | 87,0          | 19. Mai 1994  |
| Landschaft um den Heppenstein           |               | 2.183 WDPA: 82394     | Mosbach, Elztal Biologisch wertvolle und seltene Lebensräume von hoher ökologischer Bedeutung im Übergangsbereich vom Odenwald zum Bauland; infolge historischer Weide-, Streu- und Wegenutzung entstandene Vegetationsdecke; Mosaik aus lückigen Kiefernbeständen und seltenen, für den Naturraum einzigartigen Pflanzengesellschaften der Pfeifengras-Halbtrockenrasen, wärmeliebende Strauchgesellschaften, extensiv genutzte Obstwiesen und Halbtrockenrasen. | ⊙        | 48,0          | 16. Dez. 1994 |
| Dallauer Tal                            | BW            | 2.190 WDPA: 162696    | Elztal Vielfältige Lebensräume der Kulturlandschaft; reichstrukturiertes Mosaik von unterschiedlich fortgeschrittenen Sukzessionsstadien, Grünland, Hecken, Stufenraine, Streuobstbestände sowie Saum- und Waldelemente. | ⊙        | 103,0         | 17. Aug. 1995 |
| Alte Ziegelei Höpfingen                 |               | 2.192 WDPA: 162104    | Hardheim, Höpfingen Biologisch vielfältiger Lebensraum in einer intensiv genutzten Kulturlandschaft; reich strukturierter Komplex von Biotopen eines ehemaligen Lehmgrubengeländes mit unterschiedlichsten Standorten, die von extrem nährstoffarmen und trockenen Flächen, über wechselfeuchte und feuchte Bereiche bis hin zu Stillgewässern reichen. | ⊙        | 5,3           | 21. Sep. 1995 |
| Brünnbachtal                            | BW            | 2.194 WDPA: 162596    | Adelsheim Vielfältige Tallandschaft mit naturnahen Waldgesellschaften, Halbtrockenrasen und wärmeliebenden Saumgesellschaften, Steinriegeln, naturnahem Bachlauf, Grünland in der Talaue; charakteristischer Ausschnitt des Baulandes mit Hecken, Feldgehölzen und Streuobstbeständen. | ⊙        | 132,2         | 21. Dez. 1995 |
| Lappen und Eiderbachgraben              |               | 2.204 WDPA: 164378    | Buchen (Odenwald), Walldürn Feuchtgebiet im Bauland mit typischen Pflanzen- und Tiergesellschaften. Hochwertige Biotoptypen, die durch ihr weites Spektrum, das von extrem nass bis mäßig trocken reicht, als Lebensraum zahlreicher gefährdeter Pflanzen- und Tierarten dienen; insbesondere ein überregional bedeutsamer Rastplatz für durchziehende Wasservögel; extensiv genutzte Wirtschaftswiesen als Brutbiotop; Weidenbruch als landschaftsprägender Landschaftsbestandteil. | ⊙        | 62,6          | 18. Dez. 1996 |
| Schreckberg                             |               | 2.223 WDPA: 319088    | Mosbach Durch traditionelle Nutzung entstandene Offenlandbiotope und Kleinstrukturen; reichstrukturierter Lebensraummosaik aus Mager- und Trockenrasen, Muschelkalkbänken, mageren orchideenreichen Streuobstwiesen, Kleingewässern (Kalktuffquelle, naturnaher Bachlauf), Trockenmauern, Sukzessionswäldern, wärmeliebender Gebüsch- und Saumvegetation und alten Obst- und Eichen-Baumbeständen mit Totholz und Baumhöhlen; Trockengebiet als Teil des europäischen Schutzgebietsnetzes Natura 2000 (Teil des Natura-2000-Gebietes »Wälder bei Mosbach«) mit prioritären natürlichen Lebensräumen.                                                 | ⊙        | 16,3          | 24. Juli 2002 |
| Auweinberge-Fuchsenloch                 | BW            | 2.228 WDPA: 555514009 | Mosbach, Neckarzimmern Typische, kulturhistorisch genutzte Landschaft an einem steilen, südexponierten Neckarhang, geprägt durch ein kleinstrukturiertes Mosaik aus wärmeliebenden Gebüschen, mageren Wiesen, Halbtrocken- und Trockenrasen, Streuobstwiesen und einem reich strukturierten Waldsaum. Die hohe Vielfalt an Lebensräumen bedingt eine sehr artenreiche Tier- und Pflanzenwelt. Von besonderer Einzigartigkeit sind die im Gebiet reichlich vorhandenen, gut erhaltenen alten Weinbergsmauern von insgesamt über 5,2 km Länge. Zahlreiche Lesesteinriegel haben eine beachtliche Größe von bis zu 50 m Länge und 10 m Breite erreicht. | ⊙        | 30,3          | 27. Okt. 2010 |
| Nüstenbachtal, Hessental und Masseldorn | Nüstenbachtal | 2.240 WDPA: 555595782 | Mosbach Charakteristischer Landschaftsausschnitt eines Bachtales mit angrenzenden Höhenrücken im Übergangsbereich von Sandstein-Odenwald und Bauland; reich strukturiertes Mosaik aus Mähwiesen und Weiden, Halbtrocken- und Trockenrasen, Streuobstwiesen, Hecken, Gebüschen und Wald, Schaumkalkbänken, Sinterbildungen, Doline, Nüstenbach mit gewässerbegleitenden naturnahen Stauden-, Röhricht- und Gehölzsäumen sowie bachbegleitendem Auwaldstreifen; Lebensraum teilweise speziell angepasster, seltener und landesweit bestandsgefährdeter Tier- und Pflanzenarten.                                                                        | ⊙        | 144,1         | 21. Jan. 2016 |
| Legende für Naturschutzgebiet           |               |                       | |          |               |               |